# Długoszpon żółtoczelny
Długoszpon żółtoczelny (Jacana spinosa) – gatunek średniego, długopalczastego ptaka z rodziny długoszponów (Jacanidae). Występuje w Meksyku i Ameryce Środkowej, w tym na Kubie i innych karaibskich wyspach; sporadycznie także na południowych krańcach USA. Nie jest zagrożony.

## Systematyka, zasięg występowania
Międzynarodowy Komitet Ornitologiczny (IOC) i serwis Birds of the World uznają ten gatunek za monotypowy. Autorzy Handbook of the Birds of the World wyróżniają 3 podgatunki:
- J. s. gymnostoma (Wagler, 1831) – Meksyk od południowo-środkowego stanu Sinaloa i środkowego Tamaulipas na południe po Chiapas, Jukatan i wyspę Cozumel; rzadko południowo-wschodnie USA (dawniej odbywał lęgi w południowo-wschodnim Teksasie).
- J. s. spinosa (Linnaeus, 1758) – Belize i Gwatemala na południe po zachodnią Panamę.
- J. s. violacea (Cory, 1881) – Kuba, Isla de la Juventud (prawdopodobnie tamtejsza populacja wymarła), Jamajka i Hispaniola.

## Morfologia

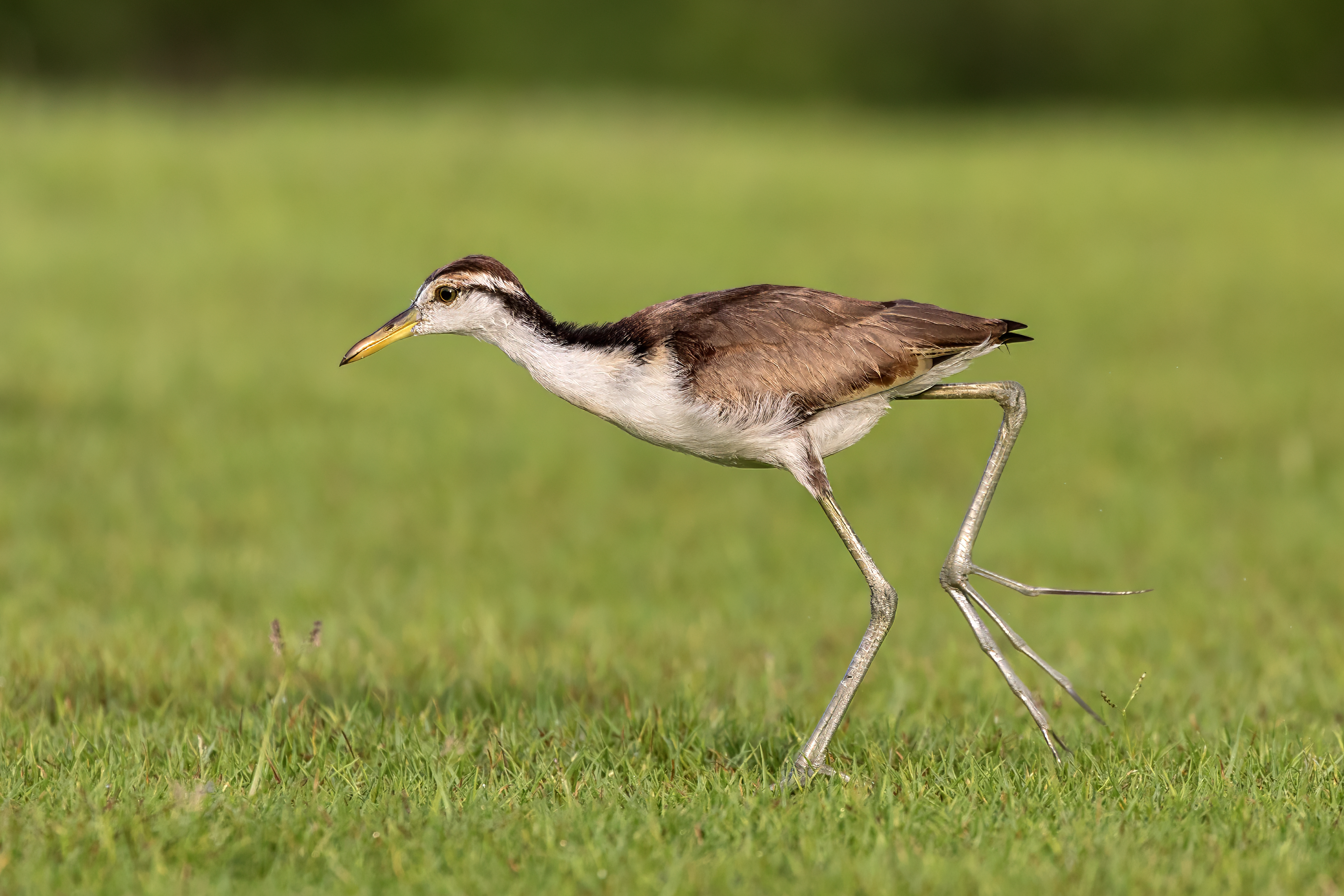
Osobnik młodociany

WyglądMa żółty dziób i płytkę kostną na czole. Czarny, opalizujący obszar ma swą granicę na karku i piersi. Brzuch i skrzydła są brązowe, błyszczące. Szare nogi z długimi palcami. Ogon czarny.
Wymiary
- długość ciała: 17–23 cm[2]
- rozpiętość skrzydeł: 60–65 cm
- masa ciała: 85–170 g – samica większa od samca do 77%, w okresie lęgowym cięższa

## Ekologia i zachowanie

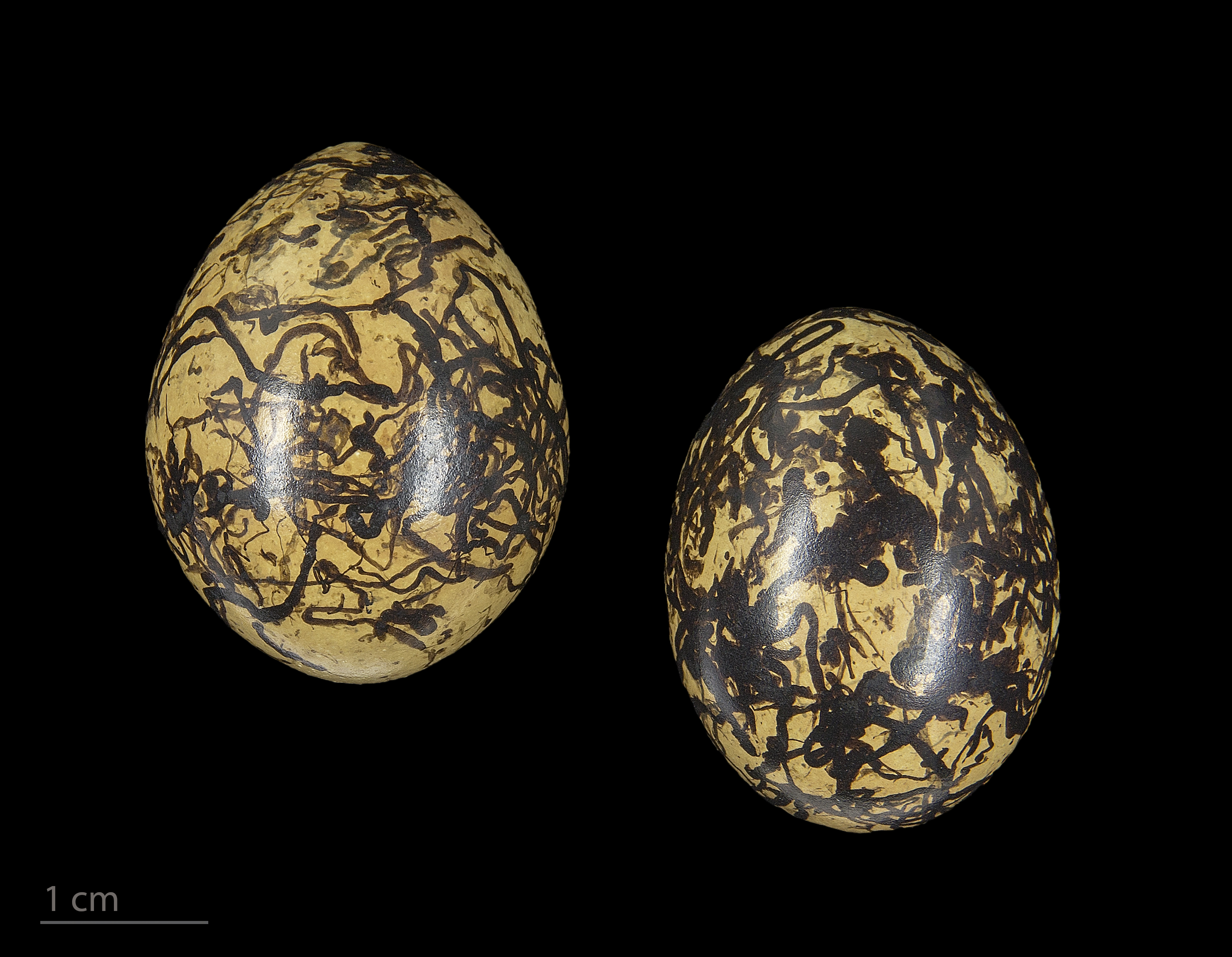
Jaja z kolekcji muzealnej

BiotopRozlewiska, bagna i inne podmokłe tereny z pływającą roślinnością.
ZachowanieSpaceruje po liliach oraz innych roślinach o pływających liściach.
GłosWydaje różne, ostre i wysokie dźwięki; jest hałaśliwy. Czasami bardziej złożone głosy.
PożywienieCzasami zjada nasiona lilii, ale głównie owady.
LęgiWyprowadza wiele lęgów. Na cały czas podmokłych obszarach może się rozmnażać cały rok. Gniazdo na pływających liściach, zbudowane z materiału roślinnego. W porze deszczowej składa 4 płowe jaja z czarnymi plamkami, wysiaduje 22–24 dni.

## Status
Międzynarodowa Unia Ochrony Przyrody (IUCN) uznaje długoszpona żółtoczelnego za gatunek najmniejszej troski (LC – Least Concern) nieprzerwanie od 1988 roku. W 2019 roku organizacja Partners in Flight szacowała, że liczebność światowej populacji lęgowej mieści się w przedziale 0,5–5,0 milionów osobników. BirdLife International uznaje globalny trend liczebności populacji za trudny do określenia ze względu na niepewność co do wpływu modyfikacji siedlisk na wielkość populacji.